# Slipknot
Slipknot (thường được viết là SlipKnoT) là một ban nhạc heavy metal người Mỹ đến từ Des Moines, Iowa, Hoa Kỳ. Slipknot được thành lập năm 1995 bởi percussionist Shawn Crahan và bassist Paul Gray. Sau một số thay đổi đội hình trong những ngày đầu, ban nhạc gồm chín thành viên trong phần lớn thời gian hoạt động của họ: Sid Wilson, Paul Gray, Joey Jordison, Chris Fehn, Jim Root, Craig Jones, Shawn Crahan, Mick Thomson, và Corey Taylor. Tuy nhiên, cái chết của Paul Gray vào ngày 24 tháng 5 năm 2010 khiến cho ban nhạc chỉ còn tám thành viên, và sau đó Donnie Steele - guitarist cũ của ban nhạc được mời đảm nhiệm vị trí bassist của ban nhạc trong tour diễn năm 2011.
Slipknot thường được biết đến với hình ảnh những chiếc mặt nạ luôn thu hút sự chú ý, phong cách âm nhạc kích động, và những buổi biểu diễn hết sức mạnh mẽ và hỗn loạn. Ban nhạc đã phần nào có được sự thành công rất nhanh chóng với việc phát hành album ra mắt cùng tên vào năm 1999. Album tiếp theo vào năm 2001, Iowa càng làm tăng thêm mức độ nổi tiếng cho ban nhạc. Sau khoảng thời gian gián đoạn đầu tiên, Slipknot trở lại vào năm 2004 với Vol. 3: (The Subliminal Verses) và một lần nữa vào năm 2008 với album thứ tư All Hope Is Gone, khởi đầu với vị trí đầu bảng trong bảng xếp hạng Billboard 200. Ngoài ra, ban nhạc đã phát hành một live album, 9.0: Live, một album tổng hợp, Antennas to Hell, cũng như bốn live DVD.

## Lịch sử

### Những năm đầu
Slipknot đã ký hợp đồng thu âm với hãng thu Roadrunner Records năm 1996. Shawn Crahan (nhóm trưởng) là tay trống chính cho tới lúc Joey Jordison (hiện nay đã trở thành một trong những tay trống hàng đầu thế giới) gia nhập ban nhạc. Crahan bắt đầu nghĩ đến ý tưởng ban nhạc có 3 tay trống để tạo ra một thứ âm nhạc mạnh mẽ, dữ dội hơn, và thứ hai, để sử dụng Bức Tường Âm Thanh (Wall of Sound).
Hãng thu: Roadrunner Records
Album, Single đã phát hành:
```
1996 Mate. Feed. Kill. Repeat. 
1999 Slipknot Single 1999 Spit It Out 
 1999 Wait And Bleed 

2001 Iowa Single 2001 Left Behind 
 2001 My Plague
```

```
2004 Vol. 3 (The Subliminal Verses) Single 2004 Duality 
 2004 Vermillion 
 2005 Before I Forget 
 2005 The Nameless 
 2005 The Blister Exists 

2005 9.0 Live 
2008 All hope is gone (Special editon)
```

DVD đã phát hành
```
1999 Welcome To Our Neighborhood 
2002 Disasterpieces 
2006 Voliminal: Inside the Nine
```

## Thành viên
| Thành viên hiện tại - (#0) Sid Wilson – turntable (1998–nay) - (#3) Chris Fehn – custom percussion, hát đệm (1998–nay) - (#4) Jim Root – guitar (1999–nay) - (#5) Craig "133" Jones – sampling, media (1996–nay) - (#6) Shawn "Clown" Crahan – custom percussion, hát đệm (1995–nay) - (#7) Mick Thomson – guitar (1996–nay) - (#8) Corey Taylor – hát chính (1997–nay) - Alessandro Venturella - Bass (2014-nay) - Jay Weinberg - Trống (2014-nay) Thành viên trong tour diễn - Donnie Steele – guitar (1995–1996), bass (chỉ diễn trong tour: 2011–nay) | Thành viên cũ - Anders Colsefni – hát chính, custom percussion (1995–1997) - (#3) Greg "Cuddles" Welts – custom percussion (1997-1998) - (#4) Josh Brainard – guitar, hát đệm (1995–1999) - (#2) Paul Gray – bass, hát đệm (1995–2010) (đã chết) - (#1) Joey Jordison - Trống (1995-2013) |